# Lightrail

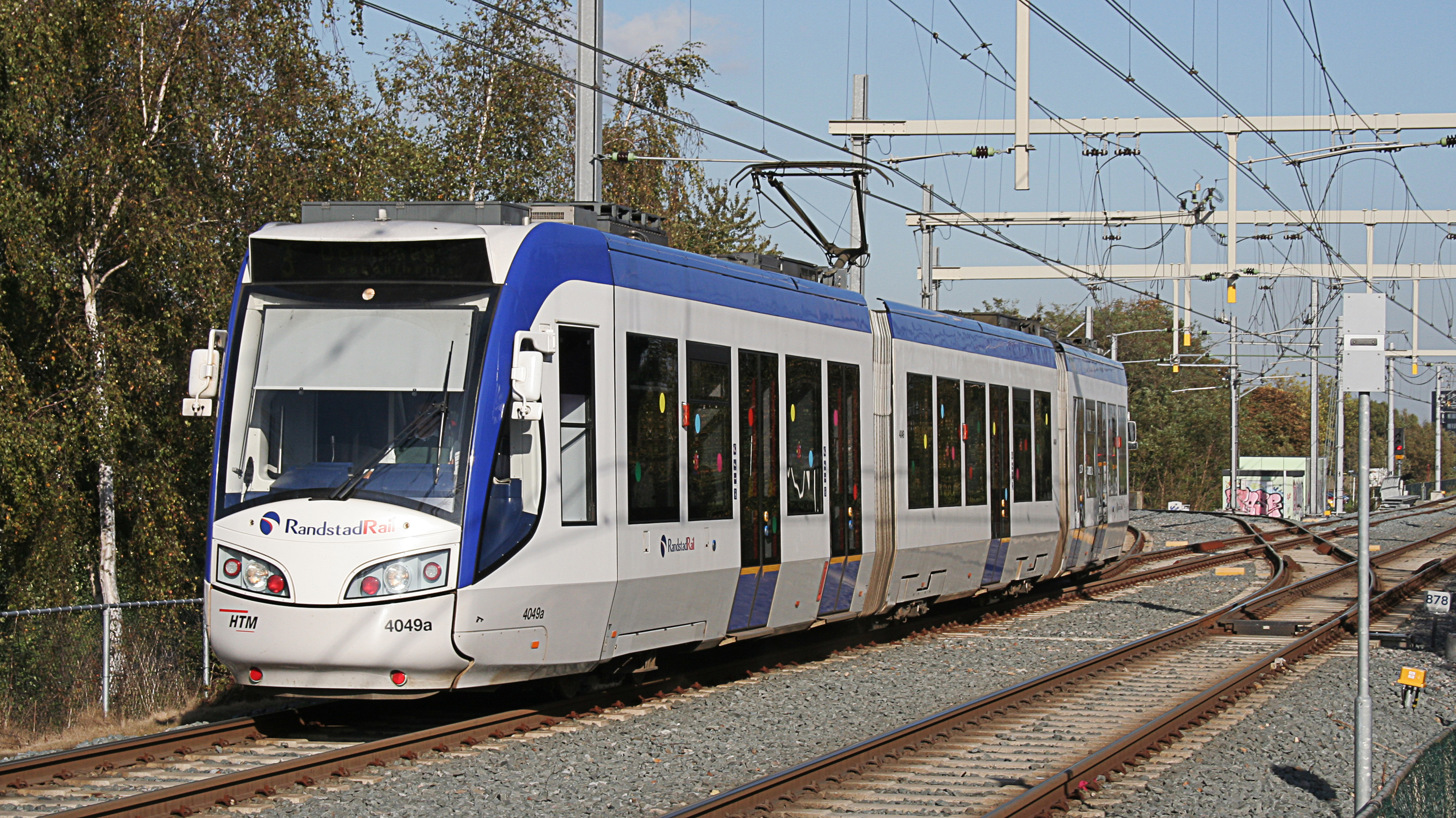
RandstadRailvoertuig van de HTM

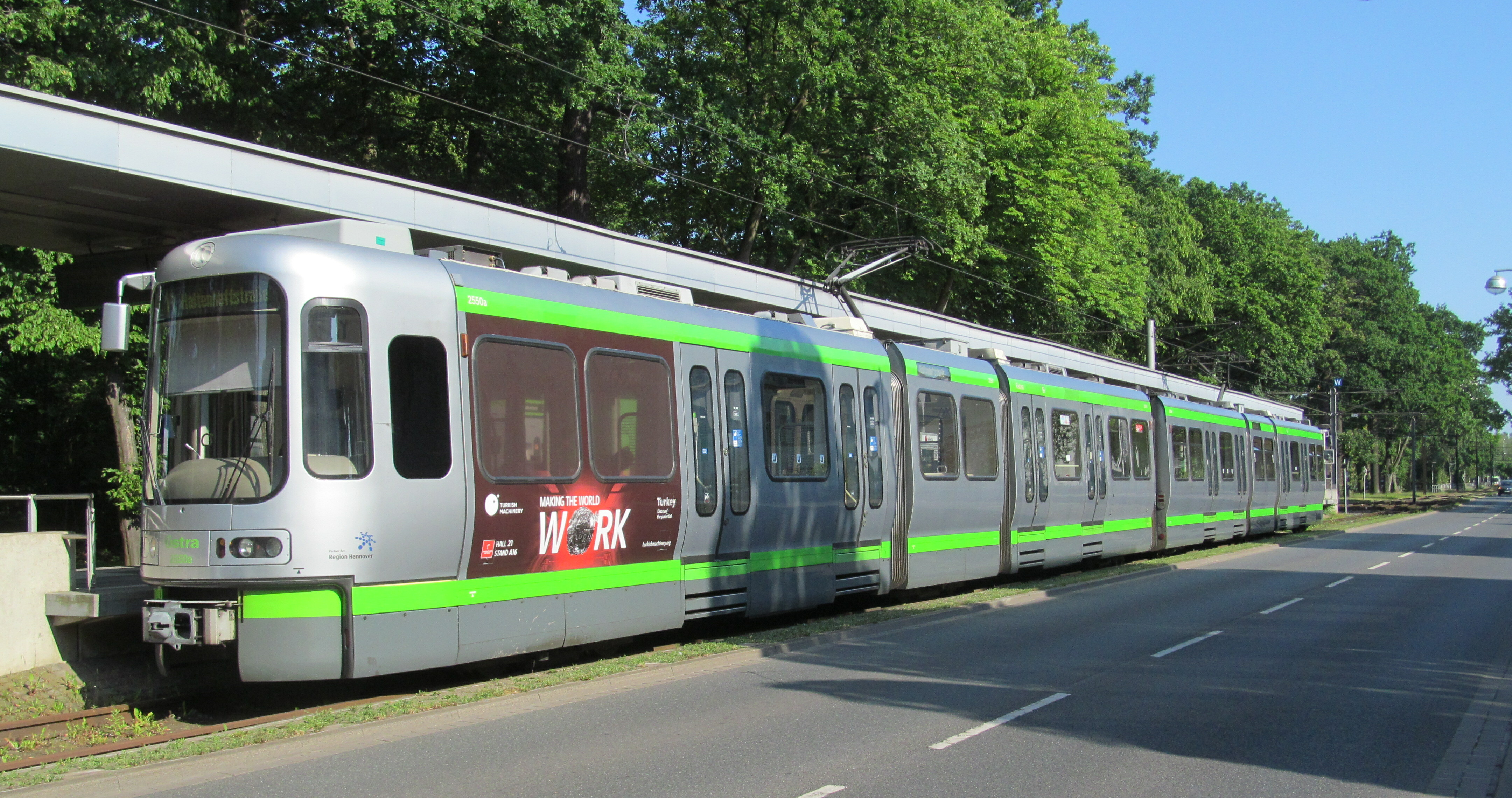
Lightrailvoertuig in Hannover

Lightrail (Engels: light rail, Frans: métro leger via het Italiaans: metropolitana leggere) is een vorm van openbaar spoorvervoer binnen en tussen stedelijke gebieden. Lightrail wordt geëxploiteerd met tramvoertuigen. Het is een systeem dat zich ergens tussen metro en tram in bevindt, maar technisch voortborduurt op de techniek van tramvoertuigen.
De Engelse term light refereert aan de lagere capaciteit van een lightraillijn ten opzichte van een volwaardige metrolijn; in de VS valt de term metro onder Heavy Rail (HR). Het is een parapluterm voor de lijnen of systemen met een lagere capaciteit (en goedkoper te bouwen) dan een metro, maar die sneller dan een stadstramlijn zijn.

## Naam
De kwalificatie light (licht) staat tegenover heavy (zwaar), het betreft hier niet de materialen van de infrastructuur of het gewicht van de voertuigen. Dit verschil ligt in de context van light-capacity rail transit tegenover heavy-capacity rail transit. Zo is er ook de term light metro: ook hier verwijst light niet naar het gewicht maar naar de lagere capaciteit ten opzichte van een volwaardige metro. Heeft dan een lichte metrolijn kruisend verkeer, dan valt deze vaak binnen de subcategorie semimetro als onderdeel van lightrail.
In de praktijk hebben lightrailvoertuigen wel een lager gewicht. Dit volgt niet uit de ontwerpeisen van gebruikers, maar is een gevolg van wettelijke eisen. Deze eisen betreffen de botsveiligheid en zijn voor lightrail (inclusief trams) lager gesteld dan voor veel andere railvoertuigen. Door de lagere eisen voor botsveiligeheid kan de constructie lichter worden uitgevoerd. De wettelijke grens ligt in de VS wel hoger dan in Europa.

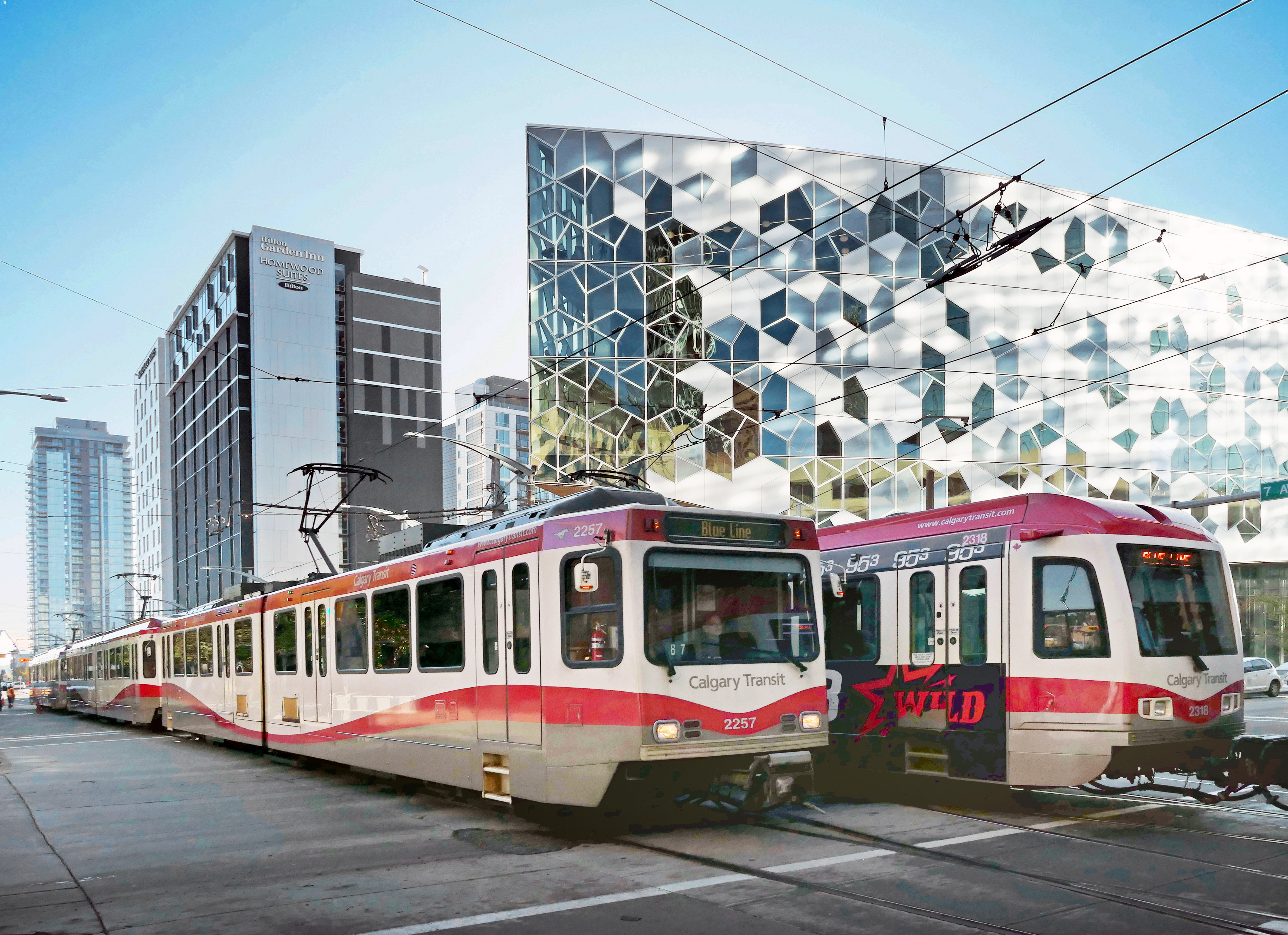
Lightrailvoertuigen in Calgary

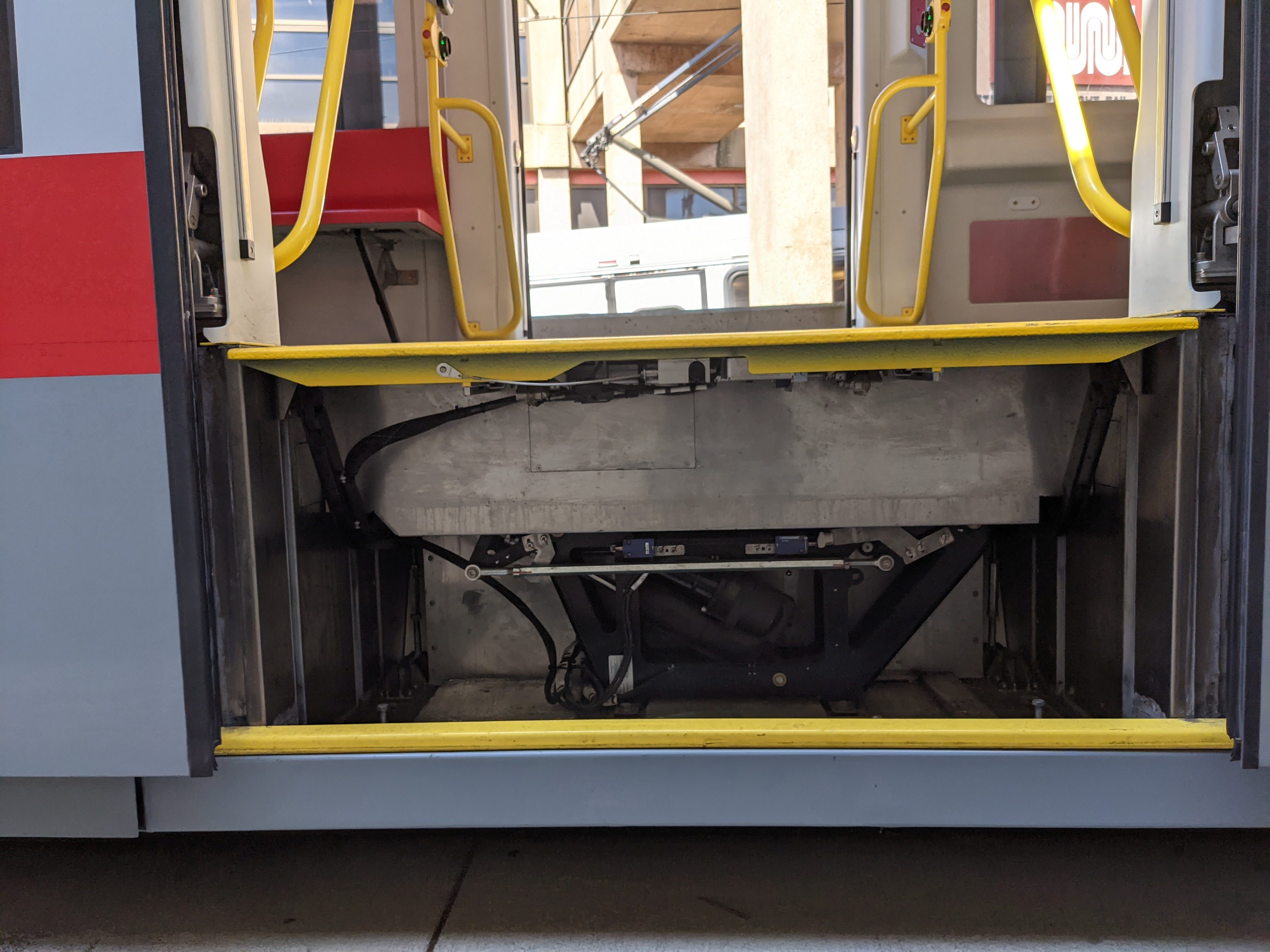
Wegklapbare treden maken het instappen mogelijk bij zowel lage als hoge perrons

## Kenmerken
Lightrailsystemen hebben kenmerken van zowel tram als metro. Varianten kunnen verschillende kenmerken missen.
Tram
- Trajecten met wegkruisingen en soms zelfs straatspoor
- Voertuigen met knipperlichten zoals een tram[16]
- Bescheiden haltes met geen of standaardabri
- Scherpe bochten; een radius van meer dan 25 meter is gewenst maar tot slechts 11 meter komt voor[17]

Metro
- Trajecten zonder wegkruisingen (tunnels en/of viaducten) en met stations
- Trajecten met seinbeveiliging
- Gekoppelde tweerichtingsvoertuigen
- Flauwe bochten laten hoge snelheden toe

### Netwerktype
Een railnetwerk wordt in de eerste plaats gedefinieerd door de mate van vrije doorgang op de eigen infrastructuur en in de tweede plaats door aanvullende eigenschappen zoals stroomvoorziening en exploitatiesnelheid. Er zijn drie niveaus van vrije doorgang te onderscheiden, deze zijn gelabeld met A, B en C. Categorie A: onafhankelijke baan, zonder wegkruisingen of voetgangersoversteekplaatsen, wat resulteert in conflictvrije lijnen. Categorie B: vrije baan, maar met wegkruisingen of voetgangersoversteekplaatsen. Categorie C: rails in de weg met overig verkeer. Meestal heeft een klassieke tramlijn voornamelijk categorie C, een lightraillijn voornamelijk categorie B en een semi-metrolijn heeft een deel van categorie A (gecombineerd met categorie B en soms C). Wanneer lightrailvoertuigen alleen met categorie A rijden, wordt het netwerk gedefinieerd als Light Rail Rapid Transit (LRRT) en valt het onder het type lichte metro.

## Soorten
De term lightrail wordt te pas en te onpas gebruikt voor verschillende soorten modern railvervoer. Hoewel er vele uitzonderingen voorkomen, kunnen lightrailnetwerken worden onderverdeeld in drie groepen:

### Sneltram
Sneltrams (begin twintigste eeuw vormden interurbans een soort voorloper) zijn vaak lange tramverbindingen voor regionaal of voorstedelijk vervoer. Nederlandse voorbeelden waren de Utrechtse sneltram en metro/sneltramlijn 51. Trajecten van de Rotterdamse metro in de wijken Ommoord en Zevenkamp hebben sneltramkenmerken, dit geldt ook voor delen van lijnen van het project RandstadRail. Dit project heeft de voormalige Zoetermeerlijn en de Hofpleinlijn overgenomen. Zo rijden de sneltrams hier op een voormalige treinbedding. Regulier treinverkeer vindt hier niet meer plaats en is zelfs niet meer mogelijk doordat het profiel van de rails afwijkt, al is de spoorwijdte hetzelfde gebleven.
Moderne lagevloerstadstrams zoals de Citadis en de Combino worden op enkele plekken (zoals GVB lijn 26) ingezet op sneltramachtige lijnen. Vooral nieuwe tramnetwerken waar veel vrije baan is toegepast, noemen beleidsmakers sneltram of lightrail, hoewel dit soort netwerken technisch als tram worden aangeduid.

### Semimetro

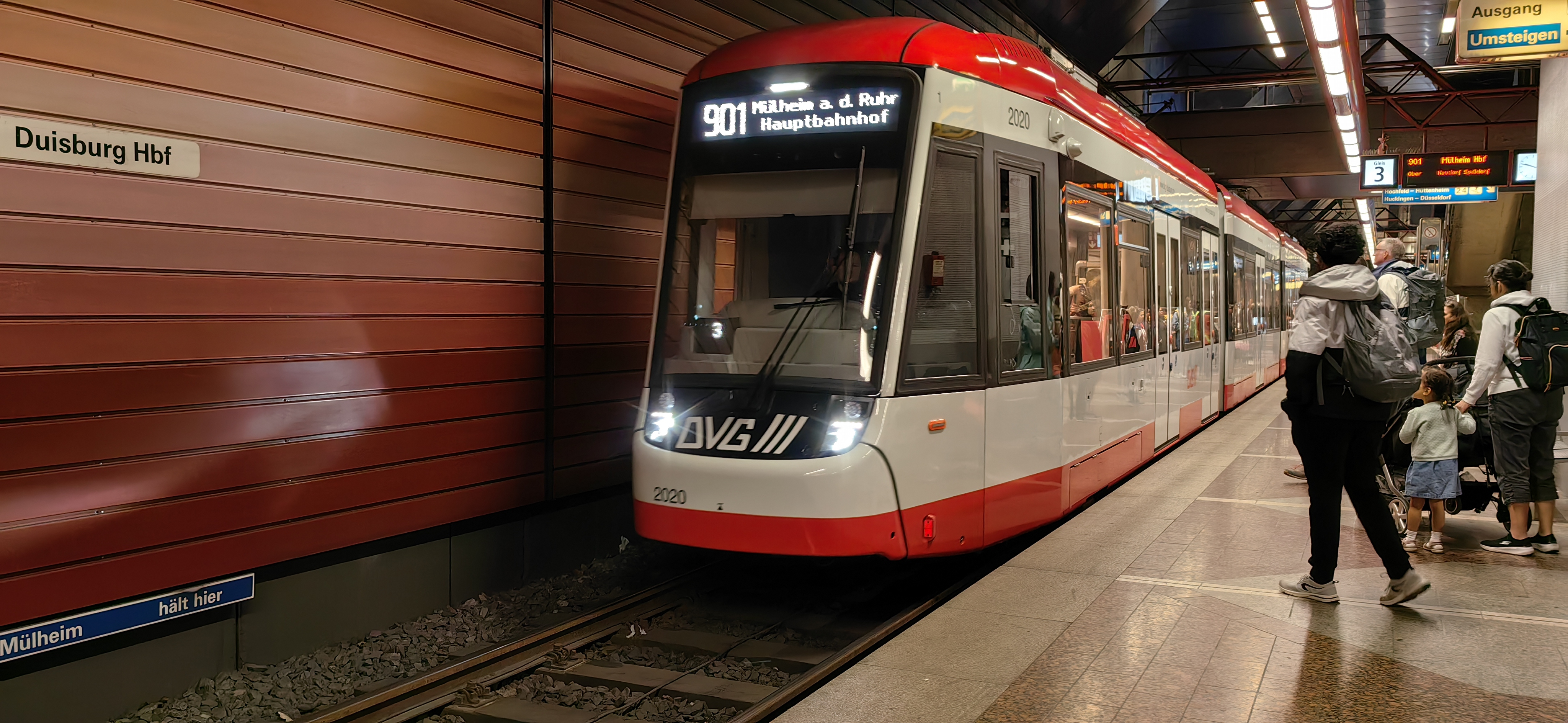
Tramtunnel in Duisburg.

Bij de term semimetro gaat het om tramnetten waarbij tramvoertuigen over viaducten en/of door tunnels in stadscentra rijden. Onder semimetro vallen premetro en Stadtbahn, ze overlappen met slechts kleine nuanceverschillen:
- Bij premetro rijden stadstrams geheel of gedeeltelijk ondergronds door tunnels, met de ambitie om die infrastructuur in de toekomst om te bouwen voor metrotreinen. Hiervoor zijn bij de bouw al voorzieningen getroffen, zoals wijde bochten en lange perrons.
- De Stadtbahn is een openbaarvervoermiddel en tussenvorm tussen metro en stadstram. De oorsprong ligt in Duitsland, daar gaat het om tramnetten waar speciaal ontwikkelde snelle trams in de stadcentra over viaducten en/of door tunnels rijden.

### Tramtrein
Wanneer spoorvoertuigen op zowel tram- als treinsporen kunnen rijden noemt men dit een tramtrein. De term is oorspronkelijk afkomstig uit Frankrijk maar het concept is vaker toegepast binnen Europa, zoals in het Duitse Karlsruhe. Dit wordt het Karlsruher Modell genoemd. Ook in Kassel, Saarbrücken en Zwickau zijn inmiddels soortgelijke systemen ontstaan. Specifiek voor Zwickau geldt dat het systeem werd ontworpen als een regionale trein (lighttrain) die de stad binnenrijdt (op tramsporen). Dit zogeheten Zwickauer Modell staat tegenover de tram die zich buiten de stad op de treinsporen begeeft (Karlsruher Modell).

## Overzicht

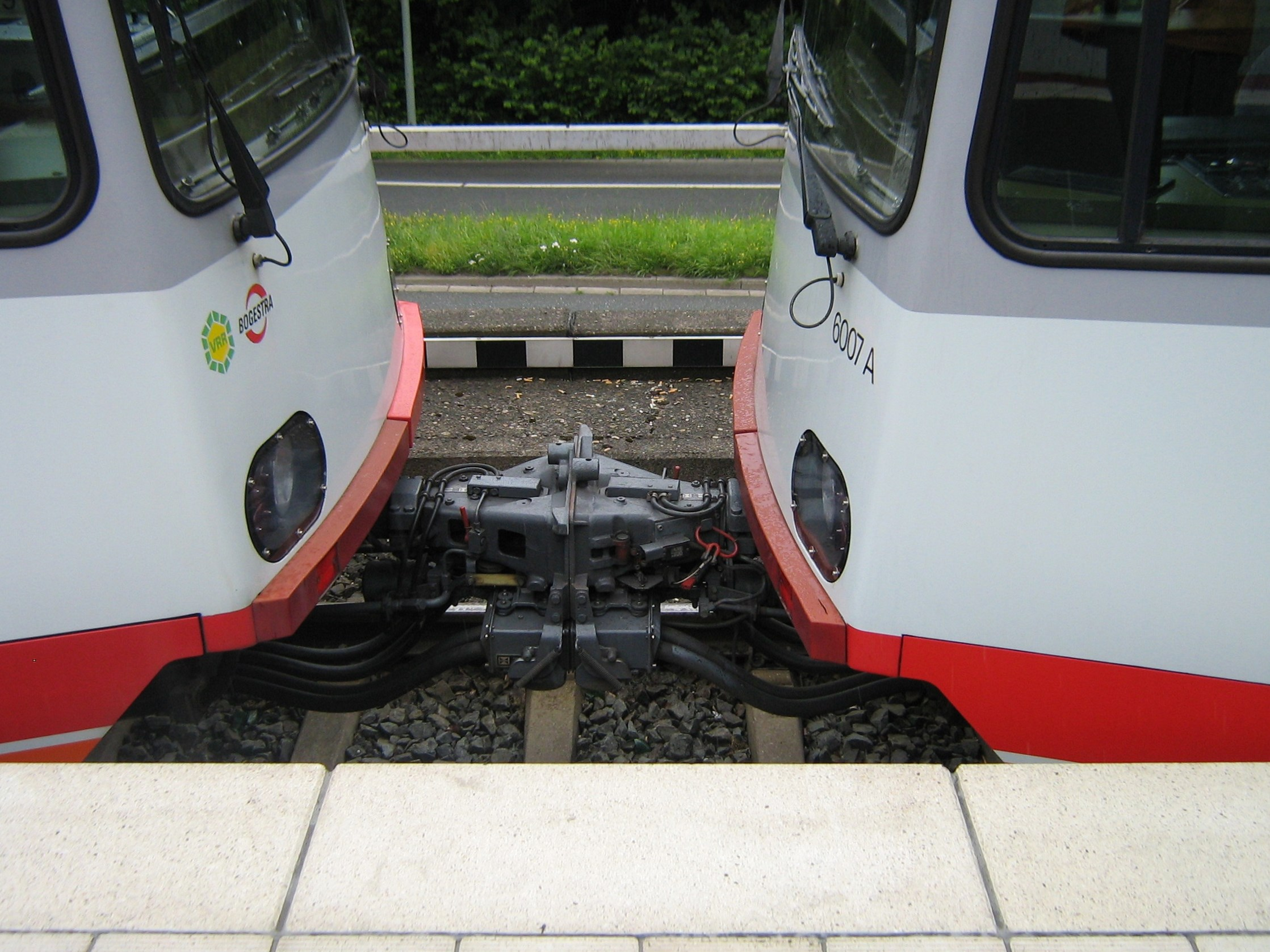
Koppeling tussen twee voertuigen in Bochum.

De term ontstond in 1972 in de Verenigde Staten, de overheid koos light rail als vrije vertaling van de Duitse term Stadtbahn. In Duitsland gaat het sinds de jaren 1960 om netwerken van sneltrams (meestal 2,65 m breed) die deels in tunnel en op viaducten (in Keulen) rijden. De geleidelijke opwaardering van het tramnet in Frankfurt heeft een sleutelrol gespeeld in de internationale ontwikkeling van lightrail. In de VS gaat het om alle tramnetwerken met materieel van 2,65 m breed. In veruit de meeste gevallen worden de tramstellen gekoppeld om zo een grotere capaciteit te verkrijgen. Meestal gaat het om twee voertuigen, maar drie of zelfs vier komen ook voor in reizigersdienst.
De term wordt ook wel (foutief) gebruikt voor metrolijnen met korte en lichte voertuigen zoals de VAL-metro in diverse steden in Frankrijk. In sommige landen wordt ook wel de term LRT (Light Rapid Transit) gebruikt, waarmee meestal een "lichte" metro wordt bedoeld. De planontwikkelingen van lightrailprojecten lopen vele jaren. De "Jonge Veranderaars" startten in 2008 een project om versnelling in dit proces te krijgen: zeven Nederlandse lightrailprojecten zijn beoordeeld.

### Typen systemen
| Materieel        | Lokaal (niet kruisingsvrij)              | Lokaal (deels kruisingsvrij)          | Lokaal (geheel kruisingsvrij)                   | Regionaal (niet kruisingsvrij)          | Regionaal (deels kruisingsvrij)         | Regionaal (geheel kruisingsvrij)              |
| ---------------- | ---------------------------------------- | ------------------------------------- | ----------------------------------------------- | --------------------------------------- | --------------------------------------- | --------------------------------------------- |
| Smal (<2,65 m)   | Stadstram en streetcar (in VS)           | Semimetro, Premetro (o.a. in Brussel) | VAL-metro, People mover                         | Interlokale tram en Interurban (in VS)  | —                                       | —                                             |
| Middel (~2,65 m) | Stadstram, sneltram en Lightrail (in VS) | Semimetro en Stadtbahn (in Duitsland) | Metro, Light Rapid Transit (o.a. in Kopenhagen) | Sneltram, Tramtrein (o.a. in Karslruhe) | Combinatie van Metro- en Sneltramlijnen | Light Rapid Transit (Docklands Light Railway) |
| Breed (>2,65 m)  | —                                        | —                                     | Metro (o.a. in Amsterdam)                       | Lokaalspoorweg (o.a. in Zwitserland)    | Lokaalspoorweg (vooral in Zwitserland)  | Regio metro (S-Bahn, RER, S-tog)              |

## Overige gemengde systemen
Hoewel de term doet vermoeden dat het een compleet nieuw vervoersysteem is, bestonden er eerder al railvoertuigen met gemengde kenmerken. Voorbeelden zijn interlokale trams (bijvoorbeeld de Blauwe Tram), lokaalspoorwegen en interurbans in de Verenigde Staten van Amerika. Geleidelijk zijn de meeste hiervan verdwenen. In Zwitserland zijn nog meerdere spoorlijnen te vinden met het karakter van een interlokale tramlijn of lokaalspoorweg. Dit soort netwerken is weer in opkomst, vooral in stedelijke gebieden. Het wordt vaker met lightrail aangeduid, maar dat is het niet altijd. In Zwitserland rijden bijvoorbeeld in Le Prese en Chur treinen met een locomotief van de Rhätische Bahn als "tram" door de bebouwde kom, op straat, ook tegen het autoverkeer in. 

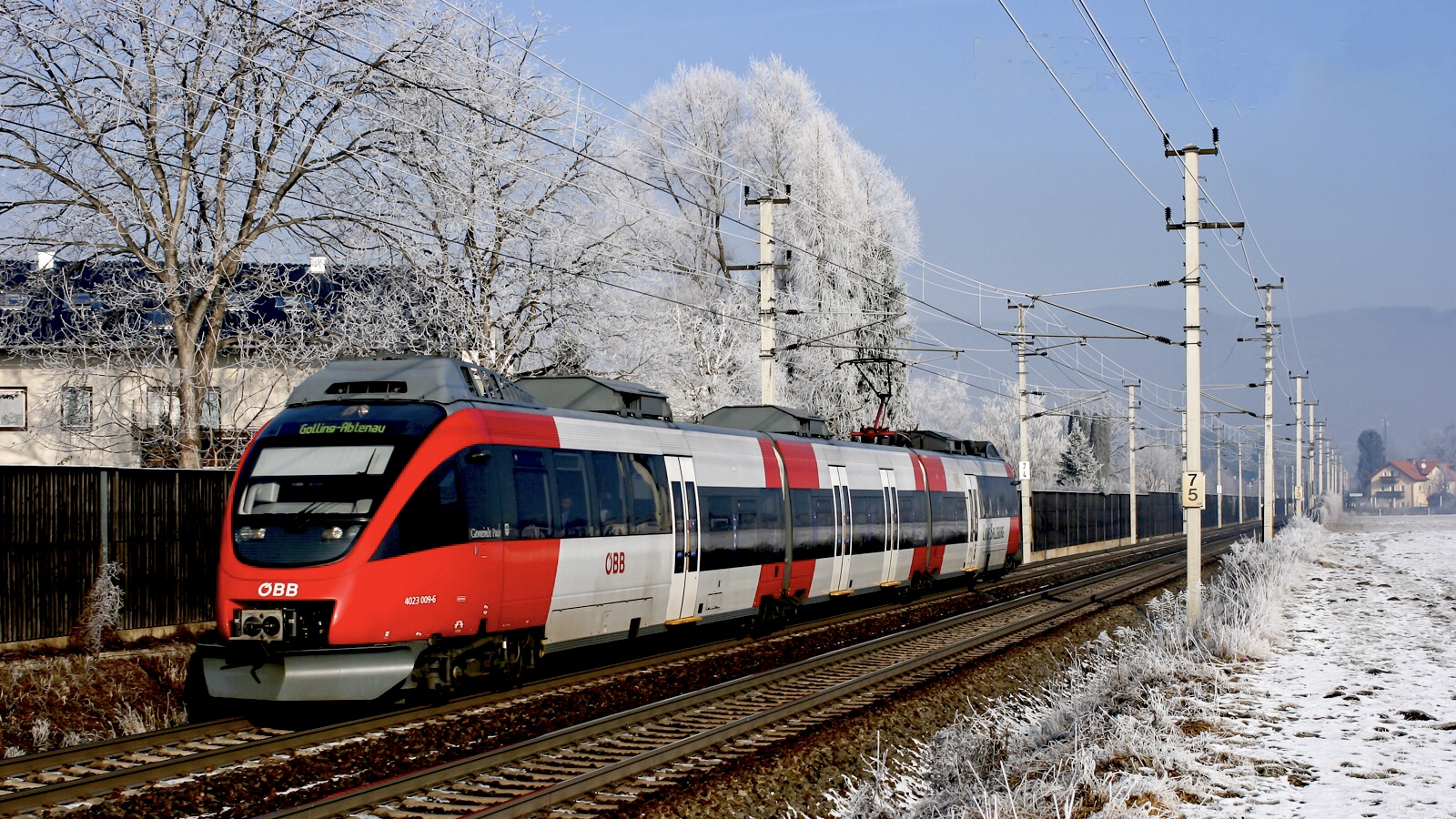
Een Talent in de regio Salzburg.

### Lichtgewichttrein
De nieuwste generatie lichte en goedkope treinstellen worden ook wel lichtgewichttrein of lighttrain genoemd. Een Belgisch voorbeeld zijn de Desiro-treinen die op het GEN zijn gaan rijden. Omdat dit in feite reguliere treinen zijn, plaatst men zelden deze vervoersvorm onder de benaming lightrail.

### Light Railway
Ook de Britse wettelijke term Light Railway beschrijft reguliere treinen. Hierbij gaat het om regels van de overheid waar spoorlijnen aan moeten voldoen. Een speciale classificatie met minder zware regels dan voor het hoofdspoornet, enigszins vergelijkbaar met de buurtspoorwegen. Doordat de Docklands Light Railway geheel kruisingsvrij opereert (met veelal viaducten en korte tunnels), wordt dit vervoersysteem qua concept gerekend tot lichte metro.

### Very Light Rail
Er zijn ook systemen in ontwikkeling die Very Light Rail genoemd worden. Hierbij gaat om de ontwikkeling van voertuigen met een laag gewicht. Ze zijn ook kort, dus de capaciteit is ook laag. Zij zijn bedoeld voor korte trajecten of trajecten die nu niet meer in gebruik zijn. Ze zijn - op een uitzondering na - allemaal bestemd voor zijlijnen van het hoofdspoornet en zijn in te delen als motorrijtuig, railbus of rail-wegvoertuig. De uitzondering is de Urban VLR die in eerste instantie in Coventry moet gaan rijden en in feite een accutram is.

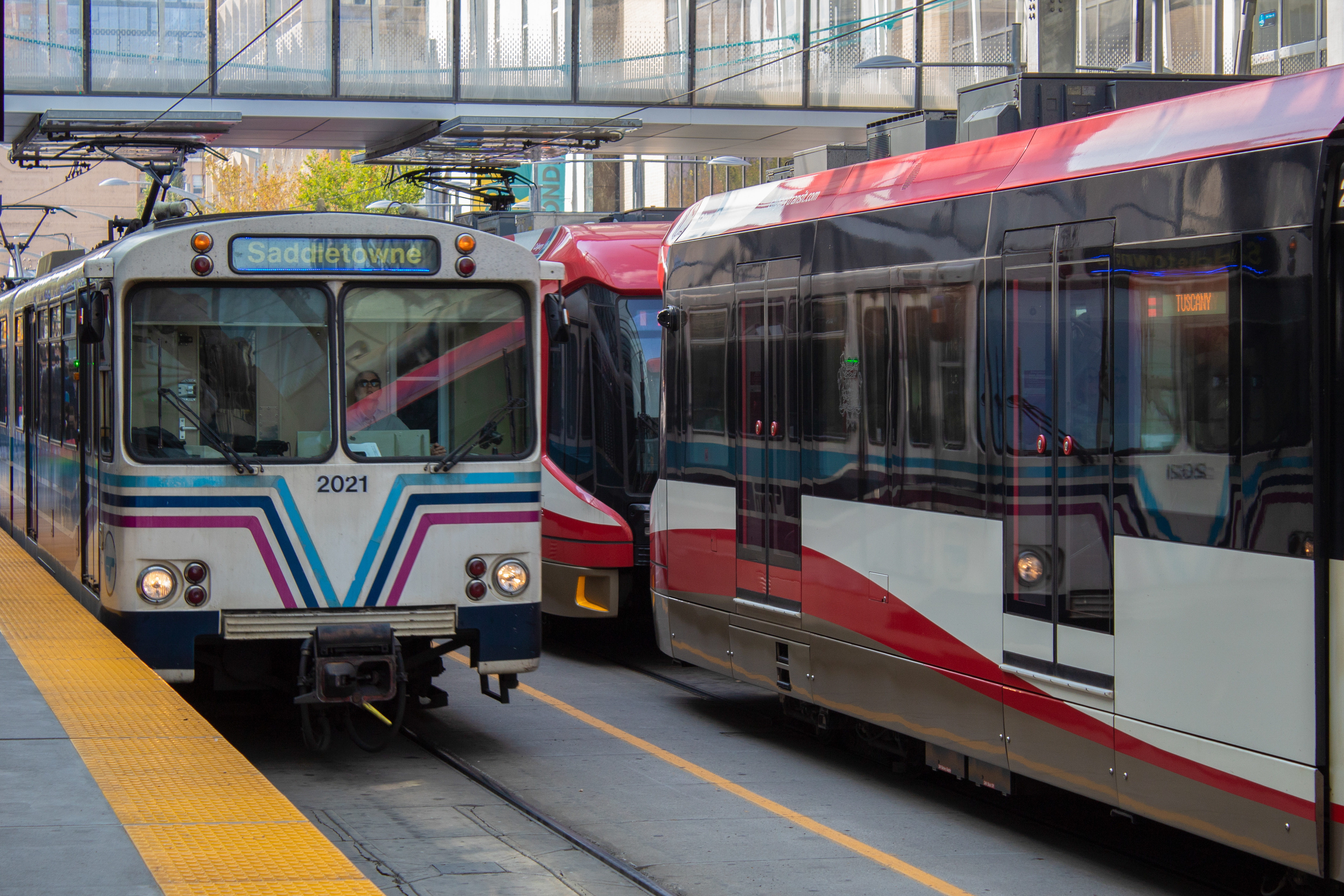
Twee typen in Calgary.

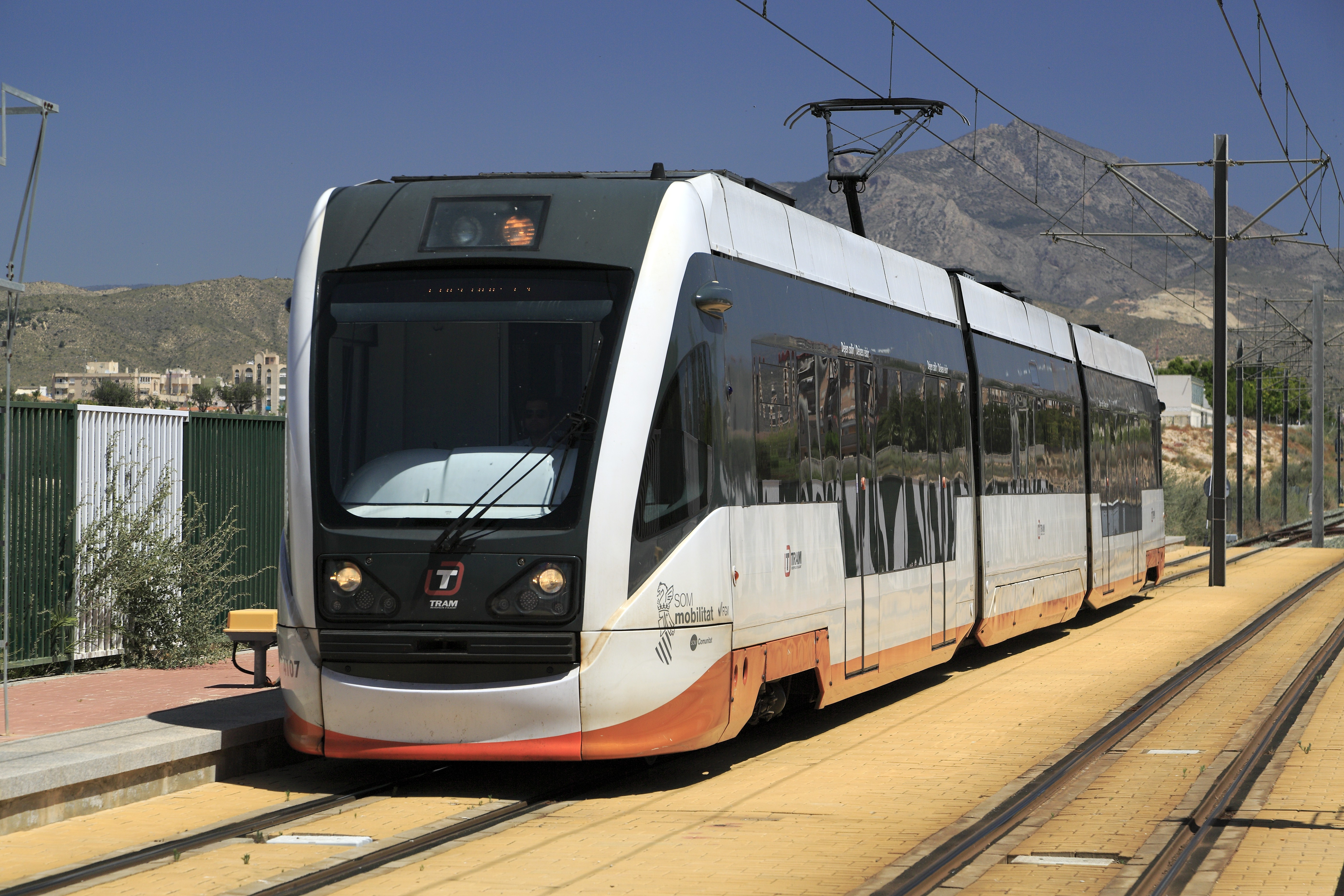
Lightrail-voertuig voor de lijn tussen Alicante en Benidorm.

## Voorbeelden
- Alicante – Benidorm
- Amsteltram
- Calgary C-Train (sneltramnet)
- Metro van Frankfurt am Main
- Stadtbahn van Karlsruhe
- L.A. Metro Rail (lijn A, L en E)
- Manchester Metrolink
- Hoekse Lijn
- RandstadRail
- Saarbahn
- Tram 4 (Parijs), (tramtrein)
- Utrechtse sneltram
- Valencia (lijn 10)
- Wiener Lokalbahnen

### Plannen
- Sneltram Hasselt - Maastricht (geannuleerd)
- RegioTram Groningen (geannuleerd)
- RijnGouwelijn (geannuleerd)